# Rochelle (Geórgia)
Rochelle é uma cidade localizada no estado americano de Geórgia, no Condado de Wilcox.

## Demografia
Segundo o censo americano de 2000, a sua população era de 1415 habitantes.
Em 2006, foi estimada uma população de 1400, um decréscimo de 15 (-1.1%).

## Geografia
De acordo com o United States Census Bureau tem uma área de 4,9 km², dos quais 4,9 km² cobertos por terra e 0,0 km² cobertos por água. Rochelle localiza-se a aproximadamente 121 m acima do nível do mar.

## Localidades na vizinhança
O diagrama seguinte representa as localidades num raio de 32 km ao redor de Rochelle.